# Сувой
Сувой (хорв. Suvoj) — населений пункт у Хорватії, в Сисацько-Мославинській жупанії у складі міста Сисак.

## Населення
Населення за даними перепису 2011 року становило 41 осіб.
Динаміка чисельності населення поселення:

## Клімат
Середня річна температура становить 11,47 °C, середня максимальна – 25,76 °C, а середня мінімальна – -5,06 °C. Середня річна кількість опадів – 923 мм.
| Клімат поселення                              | Клімат поселення | Клімат поселення | Клімат поселення | Клімат поселення | Клімат поселення | Клімат поселення | Клімат поселення | Клімат поселення | Клімат поселення | Клімат поселення | Клімат поселення | Клімат поселення | Клімат поселення |
| Показник                                      | Січ.             | Лют.             | Бер.             | Квіт.            | Трав.            | Черв.            | Лип.             | Серп.            | Вер.             | Жовт.            | Лист.            | Груд.            |                  |
| Середній максимум, °C                         | 7,10             | 8,98             | 13,38            | 17,64            | 22,82            | 25,76            | 24,56            | 23,79            | 20,13            | 15,17            | 9,75             | 5,73             |                  |
| Середня температура, °C                       | 1,03             | 2,90             | 7,29             | 11,58            | 16,74            | 19,70            | 21,10            | 20,33            | 16,68            | 11,70            | 6,30             | 2,29             |                  |
| Середній мінімум, °C                          | −5,06            | −3,18            | 1,22             | 5,49             | 10,66            | 13,61            | 17,65            | 16,88            | 13,22            | 8,26             | 2,84             | −1,17            |                  |
| Норма опадів, мм                              | 58               | 54               | 65               | 78               | 81               | 92               | 83               | 85               | 81               | 85               | 90               | 71               |                  |
| Середньомісячна швидкість вітру, м/с          | 1.70             | 1.90             | 2.30             | 2.20             | 2.01             | 1.90             | 1.80             | 1.70             | 1.68             | 1.70             | 1.74             | 1.79             |                  |
| Середньомісячна сонячна радіація, кДж/м²·день | 4222             | 7030             | 10743            | 15208            | 19625            | 21862            | 22693            | 19864            | 14649            | 9011             | 4778             | 3495             |                  |
| --------------------------------------------- | ---------------- | ---------------- | ---------------- | ---------------- | ---------------- | ---------------- | ---------------- | ---------------- | ---------------- | ---------------- | ---------------- | ---------------- | ---------------- |
| Джерело:                                      |                  |                  |                  |                  |                  |                  |                  |                  |                  |                  |                  |                  |                  |